# Lasów

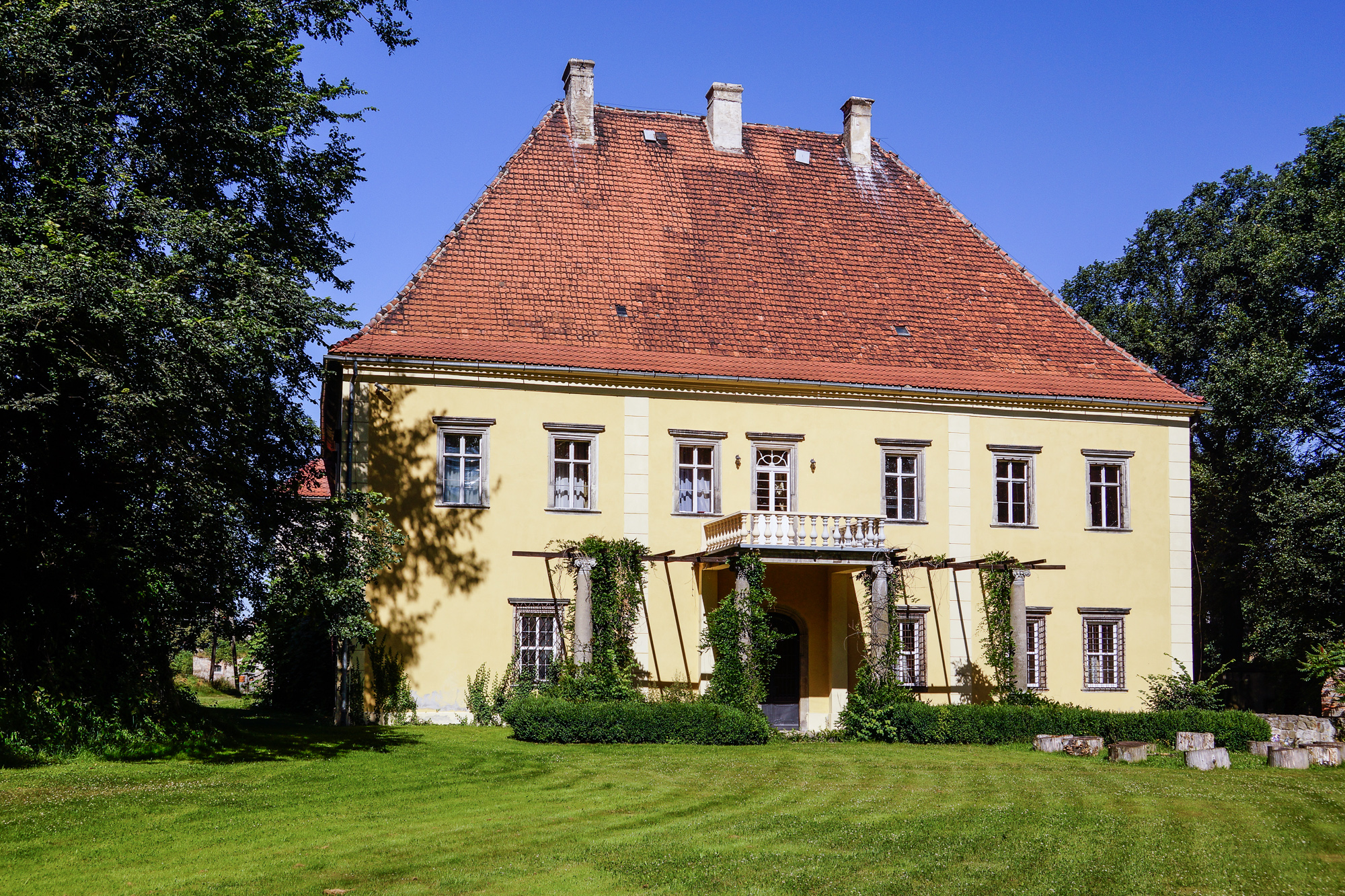
Schloss Lissa (Lasów) bei Görlitz

Der Ort Lasów (deutsch Lissa, sorbisch Liša) ist ein Teil der Stadt-und-Land-Gemeinde Pieńsk (ehem. Penzig) im Landkreis Zgorzelec und zählte im Februar 2010 517 Einwohner.
Durch den Ort fließt der Kesselbach, der westlich des Ortes in die Lausitzer Neiße mündet.

## Geschichte
1488 wurde der Ort Lisse erstmals erwähnt. 1500 tauchte dann in den Chroniken der Name Lissa auf. 
Ebenso wird in den Chroniken ein Nachkomme Martin Luthers erwähnt, der hier bis 1737 als Pfarrherr tätig war.